# Alegrete do Piauí
Alegrete do Piauí là một đô thị thuộc bang Piauí, Brasil. Đô thị này có diện tích 281,271 km², dân số năm 2007 là 4335 người, mật độ 15,41 người/km².